# Sveriges damjuniorlandslag i volleyboll
Sveriges damjuniorlandslag i volleyboll representerar Sverige i juniorsammanhang (max 19 år) på damsidan i volleyboll. Mike Bossence är förbundskapten.
Laget har deltagit i junior-EM två gånger (1973 och 1984) samt är kvalificerat för turneringen 2024. De har deltagit i Nevza U19-mästerskapet sedan 2013 och vunnit turneringen fyra gånger.

## Trupp (2024)[13]
- Emilia Arvidson, KFUM Örebro
- Elsa Nordin Ottosson, Solna VBK
- Elin Andersson, Lunds VK (Svedala VK)
- Ella Persson, IFK Helsingborg
- Emilia Berg, Sollentuna VK
- Clara Philipsson, Uppsala VBS
- Martha Edlund, Veddige Varberg VBK
- Emilia Saxne, Kronan VBK
- Agnes Hellvig, Lidingö SK
- Philippa Tinnert, Engelholms VS
- Sanna Madestam, Hylte/Halmstad VBK
- Matilda Tjernqvist, Habo Wolley
- Erica Muhizi, Uppsala VBS
- Ebba Welander, Kronan VBK